# André Gonçalves Pereira
André Roberto Delaunay Gonçalves Pereira (Lisboa, 26 de julio de 1936-Ibidem, 9 de septiembre de 2019) fue un profesor de derecho y abogado portugués. Socio portugués de Cuatrecasas. Ministro de Asuntos Exteriores de Portugal (1981-1982).

## Biografía
Tras realizar la licenciatura en la Facultad de Derecho de la Universidad de Lisboa, realizó el Doctorado, con tan solo veinticinco años, en Derecho Administrativo con una tesis doctoral sobre el acto administrativo: Error e ilegalidad en el acto administrativo (1962).
Discípulo de Marcello Caetano, se convirtió en profesor titular en 1970 de Derecho Internacional Público en su universidad. Si bien, también ejerció la docencia en el extranjero. Concretamente en las Universidades de Río de Janeiro, Complutense de Madrid, París y Columbia.
Además de las lecciones sobre temas de Derecho Administrativo, fue coautor, junto con Fausto de Quadros, del Curso Manual sobre Derecho Internacional Público, considerado durante varias décadas como un trabajo de referencia de esta disciplina, en portugués.
André Gonçalves Pereira era abogado desde 1959, socio de Cuatrecasas, Gonçalves Pereira & Associados, el bufete de abogados sucesor de Gonçalves Pereira, Castelo Branco & Associados, una oficina que Gonçalves Pereira fundó con Manuel Castelo-Branco y que se fusionó con la oficina española Cuatrecasas, cuya fundación se remonta a 1917 en Barcelona por Pedro Cuatrecasas Buquet.
Entre sus funciones públicas, fue el representante de Portugal en el Comité Jurídico de la Asamblea General de las Naciones Unidas (1959-1966), y en el Grupo de Reflexión que preparó la reforma del Tratado de Maastricht en 1995. Participó en varias organizaciones internacionales, como la UNESCO, el FMI, o la OCDE.
Fue ministro de Relaciones Exteriores de Portugal (enero de 1981-junio de 1982), en el gobierno encabezado por Francisco Pinto Balsemão. En 2002, fue nombrado director no ejecutivo de la Fundación Calouste Gulbenkian, así como varias empresas comerciales.
Murió el 9 de septiembre de 2019, víctima de una prolongada enfermedad.

## Premios y condecoraciones
A lo largo de su vida recibió las siguientes condecoraciones:
- Grande-Oficial de la Ordem Militar de Nosso Senhor Jesus Cristo (1983)
- Grã-Cruz da Ordem do Infante D. Henrique de Portugal (2006)
- Gran Oficial de la Legión de Honor de Francia (1982)
- Gran Cruz de la Orden del Mérito de la República de Italia (1981)
- Gran Cruz del Cruzeiro del Sur de Brasil (1982)
- Gran Cruz de la Orden de Leopoldo II de Bélgica (1981).